# Friedrich Missler

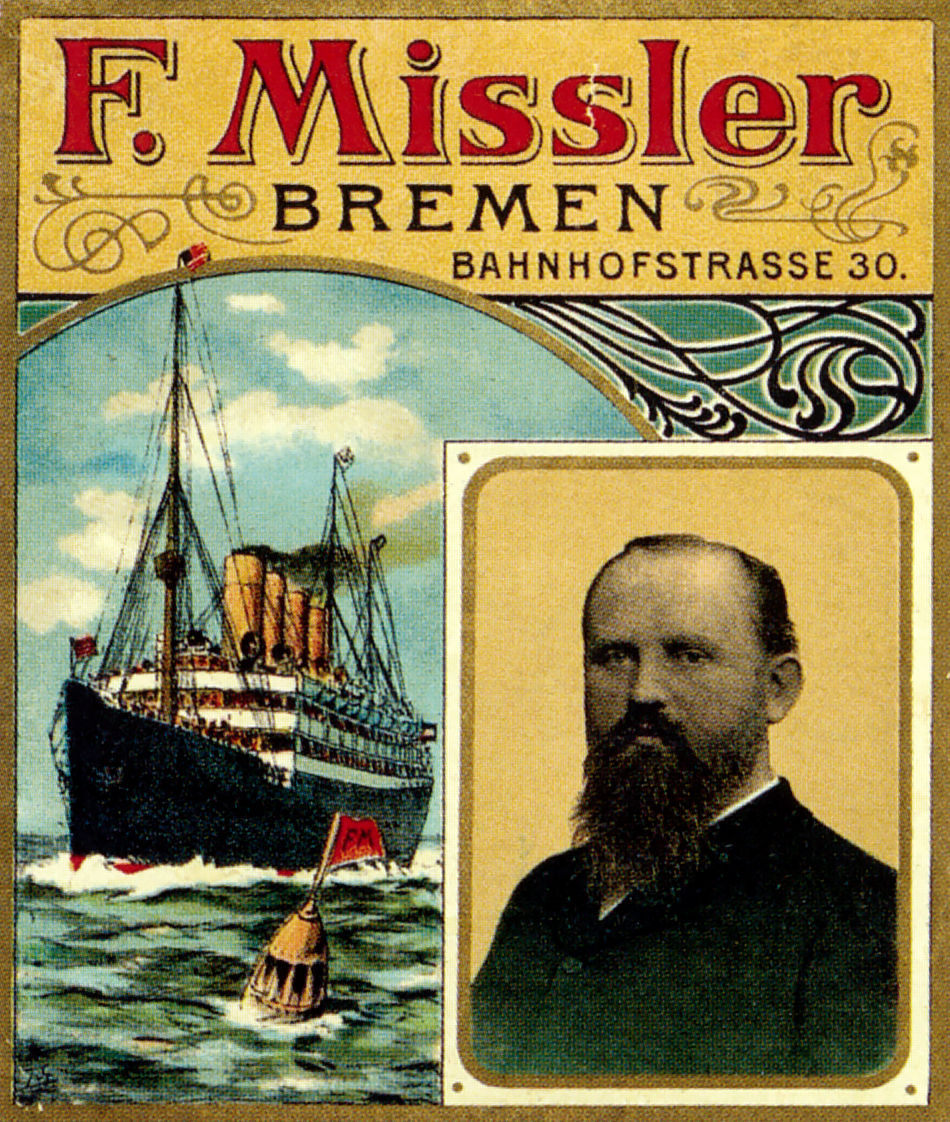
Friedrich Missler auf einem Werbezettel seiner Agentur (1913)

Friedrich Missler, auch: Johann Friedrich Missler, (Schreibweise auch Mißler) (* 7. Februar 1858 in Bremen; † 27. August 1922 in Bremen) war ein Bremer Kaufmann.

## Biografie

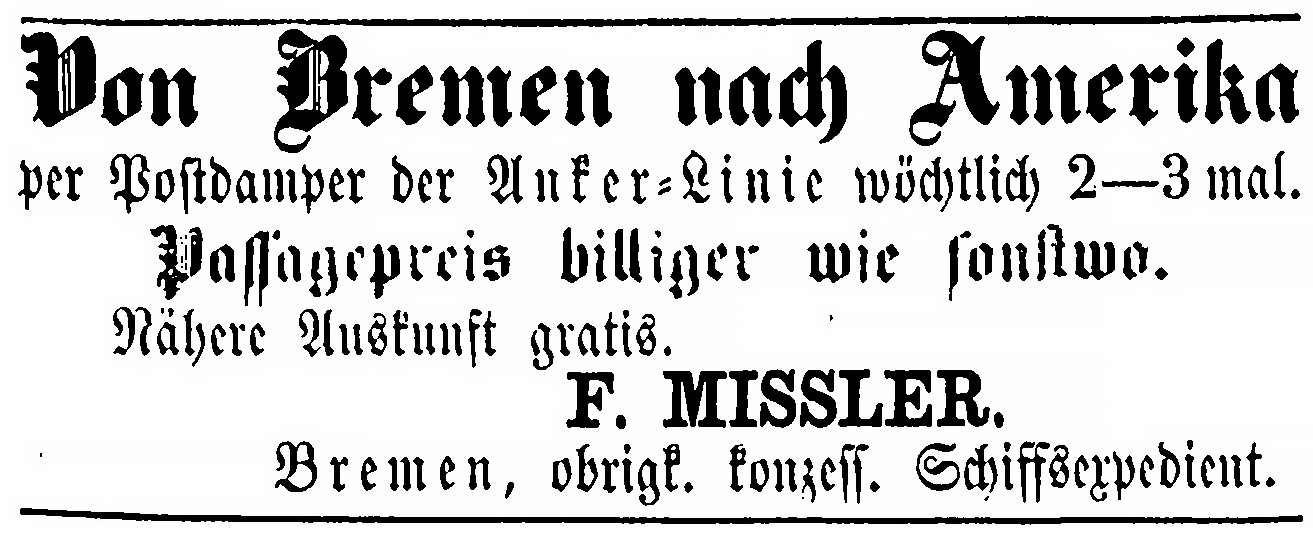
Zeitungswerbung der Agentur F(riedrich) Missler (1882)

Auswandererhallen von Friedrich Missler in Bremen, 1907

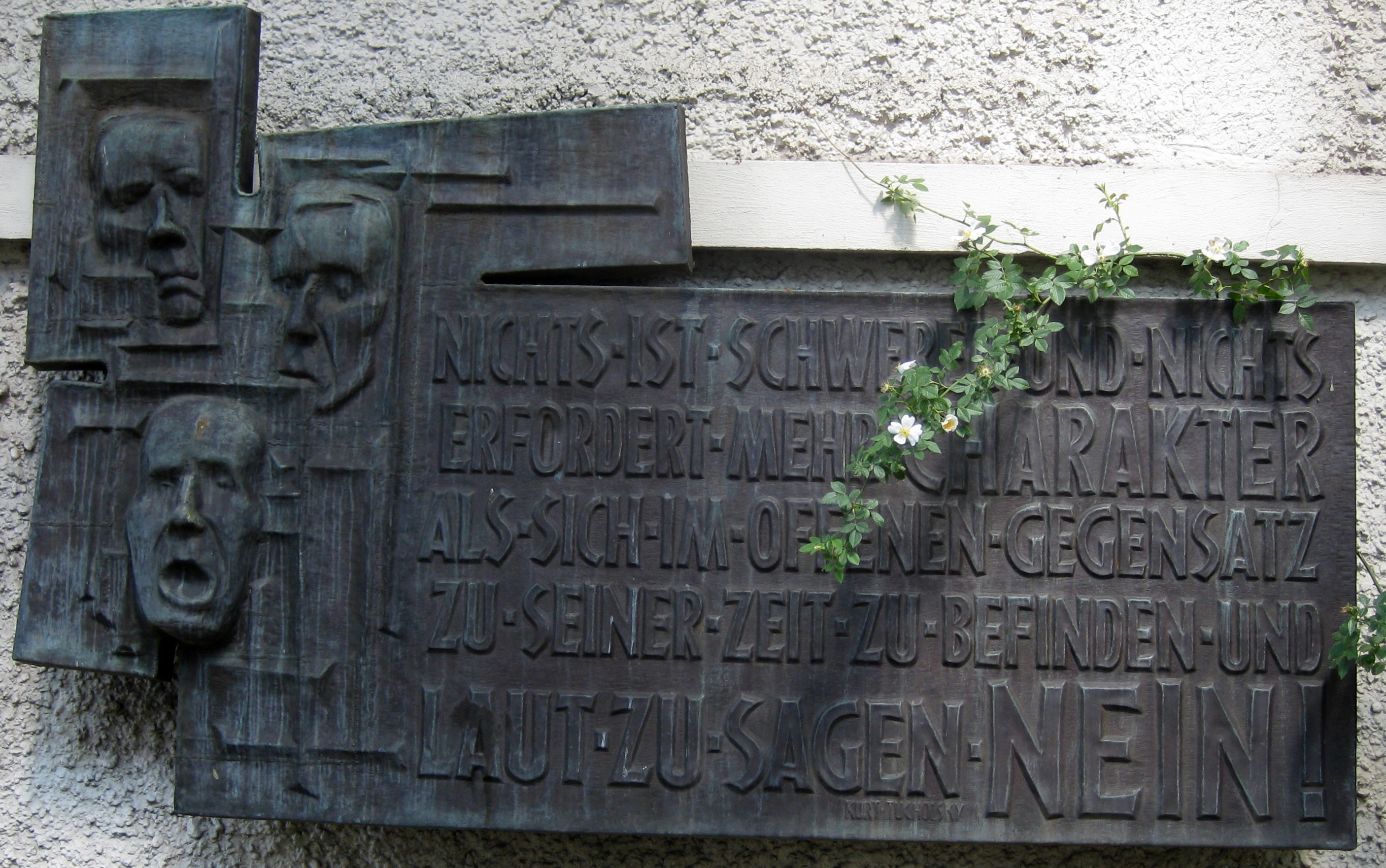
Denkmal an der Seniorenresidenz Walsroder Str. 1 in Bremen-Findorff

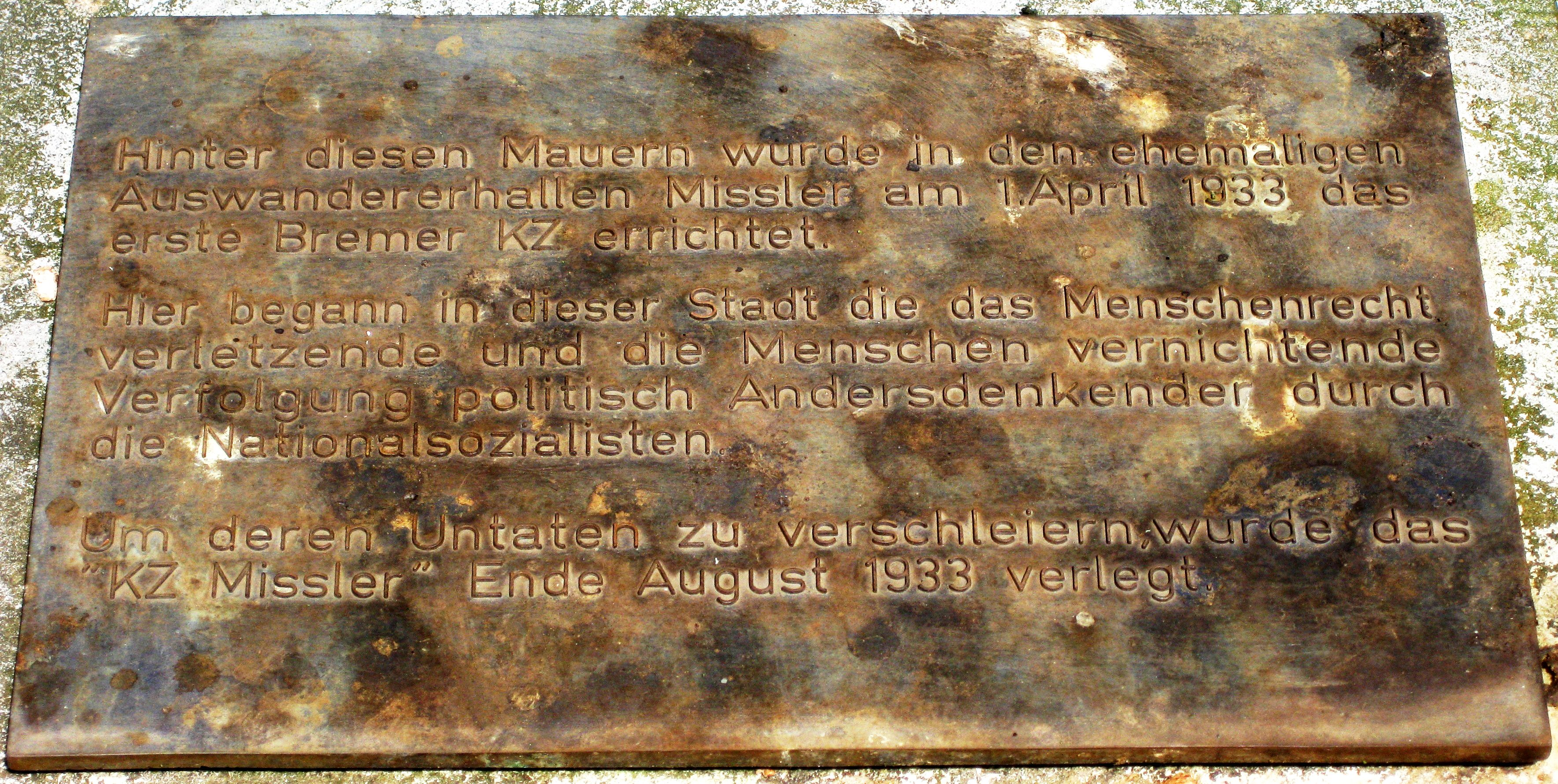
Gedenkplatte vor der Seniorenresidenz Walsroder Str. 1 in Bremen-Findorff

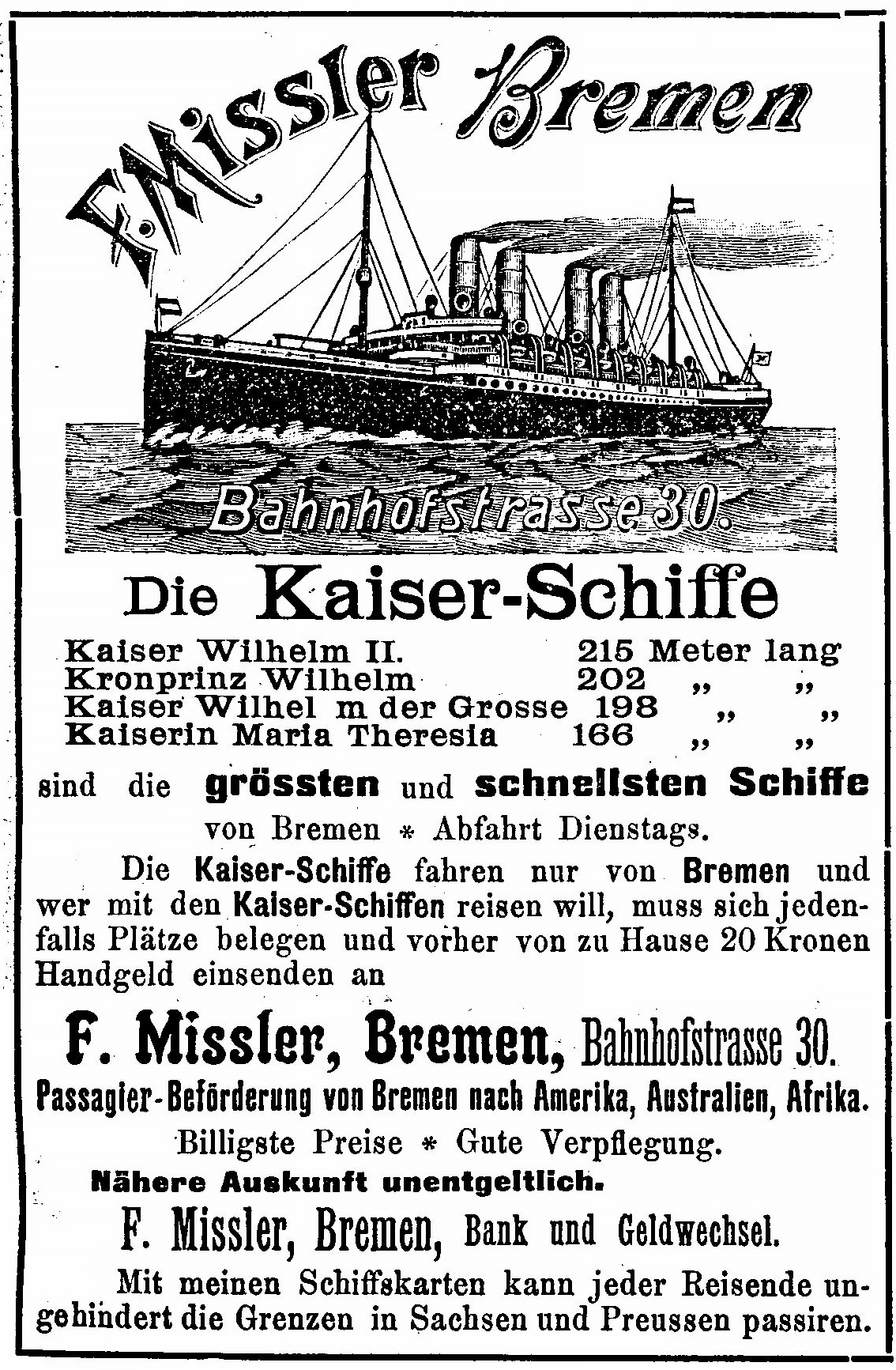
Zeitungswerbung der Agentur mit Darstellung der Kaiser Wilhelm II. (1904)

Missler (später auch Mißler geschrieben) lernte den kaufmännischen Beruf bei dem Auswandererexpertendienst Bödeker in Bremen. 1880 wurde er Bremer Bürger und am 12. Januar 1881 eröffnete er in Bremen die F. Missler – eine Agentur für Auswanderervermittlung –, die bis zum 31. Juli 1935 existierte. Diese Firma entwickelte sich recht schnell zu einer der bedeutendsten Agenturen in Europa. Von 1885 bis 1935 vermittelte sie dem Norddeutschen Lloyd 1,6 Mio. Auswanderer. Der Firmensitz war hauptsächlich in der Bahnhofsstraße 30. Weitere Dependancen gab es in den vielen mittel-, süd- und osteuropäischen Hauptstädten.
1894/95 kaufte Missler die Höfe Achterberg und Siemsglüß in der Gemeinde Obereinzingen im Kirchspiel Dorfmark (heute Ortsteil von Bad Fallingbostel). Hier baute er ein modernes Erholungshaus für kranke Kinder und Erwachsene aus Bremen. Es war von 1896 bis 1945 in Betrieb.
F. Mißler und Komp. war eine der bedeutendsten Auswanderer-Agenturen in Österreich-Ungarn: 1913 konnte das Unternehmen auf 60.000 bis 80.000 Kunden verweisen, gefolgt vom Hamburger Reisebüro Falck und Komp. mit 40.000 Kunden.
Eine Straße in Bremen-Schwachhausen erinnert seit 1923 an Missler.

## Missler-Hallen
Missler errichtete an der Walsroder Straße im Bremer Stadtteil Findorff in Zusammenarbeit mit dem Norddeutschen Lloyd 1905 vier ständige Hallen für 250 osteuropäische Auswanderer. Im Ersten Weltkrieg dienten sie als Reserve-Lazarett, später als Unterkunft für das Freicorps Caspari, für den Arbeitsdienst, für ein Konzentrationslager und für ein Krankenhaus. 1986 wurden die Gebäude abgerissen, und heute steht dort ein Altenwohnheim.

## Friedrich-Missler-Stiftung
1894/95 erwarb er die Höfe Achterberg und Siemsglüß in Obereinzingen bei Dorfmark und baute dort ein Erholungsheim für kranke Erwachsene und später für Kinder aus Bremen. Es wurde von 1896 bis zum Ende des Zweiten Weltkrieges betrieben. Bekämpfung der Tuberkulose und Kräftigung der gesundheitlichen Widerstandsfähigkeit waren die Ziele der Aufenthalte für je 46 Bremer Schulkinder. Achterberg existiert heute nicht mehr. Sein beträchtliches Vermögen vermachte Missler in der Form der Friedrich-Missler-Stiftung (aufgelöst 1942) der Freien Hansestadt Bremen.